# Limnephilus elegans
Limnephilus elegans là một loài Trichoptera trong họ Limnephilidae. Chúng phân bố ở miền Cổ bắc.

## Hình ảnh

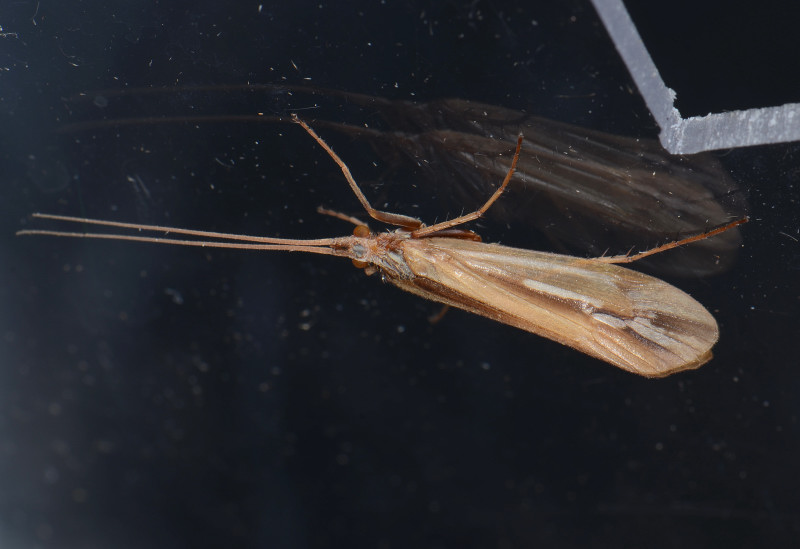